# 東北牧場
東北牧場（とうほくぼくじょう）は、青森県上北郡東北町に存在する、競走馬（サラブレッド）の生産、育成を行っている牧場である。

## 歴史
1917年にサラブレッドの生産・育成・調教を目的に設立され、1947年には生産馬のマツミドリが東京優駿で優勝。1987年には農事部が設立され、農薬・化学肥料を使わない方法での野菜の栽培を開始。サラブレッドたちの馬糞や敷き草から生産される自家製堆肥を野菜栽培に使い、無駄なく牧場内で循環している。
場内は野生動物が生息しており、キツネの姿を多く見かける年は野ウサギが少なく、逆にキツネの姿があまり見られない年は野ウサギの姿が多く見られ、ニホンカモシカなども現れることがある。
以前の青森は200以上の牧場が連ねるなど北海道と並ぶ国内有数の馬産地であったが、1965年頃から牧場数が減少。現在では実際に生産を行っているのが32（青森県軽種馬生産農業協同組合調べ）しかないうちの1つである。

## 主な生産馬
中央重賞勝ち馬
※太字は八大競走を含むGI級レース
- マツミドリ（1947年東京優駿、1948年京都記念 (春)）
- ケイワンバイキング（1998年ダービー卿チャレンジトロフィー・函館スプリントステークス）
- シヨウフウグリーン（1978年小倉記念）

地方重賞勝ち馬
- ケイワンハート（1991年トゥインクルレディー賞、1992年東京プリンセス賞）
- フジミパワー（1986年NTV盃）
- テツソニセイ（1972年益田・農林大臣賞典、地全協会長賞、全主協会長賞）
- マルゼンアデイアル（1985年京浜盃・黒潮盃・羽田盃）
- トーホクキング（2012年みちのく大賞典）
- パワープライド（1980年東京記念）
- スズカエンペラー（1985年中京盃）
- ウマノジョー（2017年大井記念）

## 主な種牡馬
現在
- アッミラーレ
- スピルバーグ
- ノーザンリバー
- ヘニーハウンド
- ベルシャザール

過去
- カブトヤマ
- メジロベイリー